# Ángel o demonio
Ángel o demonio va ser una sèrie de televisió produïda per Plural Entertainment i emesa en Telecinco, encara que prevista al principi per a Cuatro Protagonitzada, entre d'altres, per Aura Garrido, Jaime Olías, Mar Saura i Valeria Vereau. Després de l'emissió de dues temporades, la sèrie es va acomiadar de l'audiència el dimarts 12 de juliol de 2011, amb un total de 22 capítols. Així, la sèrie fantàstica de Telecinco s'acomiada dels seus seguidors amb una audiència acumulada en les seves dues temporades d'1.804.000 espectadors i 10,8%.

## Història
La primera temporada d'Ángel o dimonio, va començar a emetre's l'1 de febrer de 2011 a les 22:00 hores.
El 4 de febrer, tres dies després de l'estrena de la sèrie -3.300.000 espectadors i 15,9% d'audiència- de gènere fantàstic de Telecinco, va acordar amb la productora d'Ángel o demonio la producció de dues temporades -cadascuna de 13 capítols-. Més tard va ser escurçada a 9 capítols.
La primera temporada d'Ángel o dimonio, va finalitzar el 10 de maig de 2011 i una setmana després (17 de maig) del seu final, va donar començament la segona a partir de les 22:45 hores. Telecinco va decidir estrenar, sense pausa, els nous lliuraments d'Ángel o Demonio.
El 13 de juliol de 2011, finalitza la segona i última temporada d'Ángel o demonio. En l'últim capítol, titulat «Más allá del fin del tiempo» àngels i dimonis s'enfronten en l'últim combat entre el be i el mal. La sèrie produïda per Plural Entertainment i emesa en Telecinco, s'acomiada de l'audiència amb una mitjana entre temporades d'1.804.000 espectadors i 10,8% de share.

## Argument
Valeria (Aura Garrido Sánchez|Aura Garrido) és una jove estudiant que, després de matar als seus pares i fugir de casa una nit, descobreix que és un àngel que es troba enmig d'una batalla entre el ben i el mal. Ara, amb l'ajut de l'àngel Nathael (Manu Fullola) i d'un llibre de tapa habitada i pàgines en blanc, haurà d'evitar caure en la temptació del mal i convertir-se en un àngel caigut. La jove no ho tindrà tan fàcil, ja que els dimonis, capitaneados per la immemorial Duna (Carmen Sánchez), intentaran arruïnar la família de la vida de Valeria i de la gent que li importa. Per a això enviaran a Damián (Jaime Olías), un jove àngel caigut amb l'objectiu de seduir-la, però les coses canviaran quan Valeria i Damián s'enamorin.

## Repartiment
| Personatge | Actor/Actriu    | Descripció |
| ---------- | --------------- | --- |
| Valeria    | Aura Garrido    | La protagonista de la història. Veu com els seus poders d'àngel acaben de despertar, havent de protegir als qui la necessitin. Per a això, comptarà amb l'ajut de Nathael i un misteriós llibre morat de pàgines completament blanques, que li ajuda en les seves missions per salvar a les víctimes dels dimonis. |
| Damián     | Jaime Olías     | Igual que Valeria, va ser marcat, però va acabar escollint el camí del mal. La seva missió és que Valeria acabi sent un àngel caigut, conquistant-la para això, encara que el seu problema és que la vol de debò i se sent dividit entre la seva missió i els seus sentiments cap a Valeria. |
| Nathael    | Manu Fullola    | Un àngel assignat per ajudar, espiar i guiar a Valeria en la seva comesa. Va ser qui li va proporcionar el llibre de tapa porpra. Coneix a Alexia molt bé del passat, ja que també va ser el seu aprenent. Encara que coneix l'autèntica naturalesa de Damian, no vol dir-li-ho a Valeria a fi que aquesta aprengui i ho descobreixi per si sola. |
| Duna       | Carmen Sánchez  | Un dimoni de més de 600 anys, que no obstant això posseeix el físic d'una nena d'uns 9 o 10 anys. És la líder dels dimonis en la història, i tots l'obeeixen. El seu objectiu és que Valeria caigui en la temptació del mal i es converteixi en un caigut. Té molt mal caràcter i s'enfada quan els dimonis que treballen per a ella no compleixen els seus objectius, maltractant-los físicament o amb els seus poders.                                      |
| Iris       | Carla Nieto     | Un dimoni que treballa per a Duna. Té una personalitat molt mórbida i lujuriosa. Sembla ser el dimoni de menor rang sota les ordres de Duna, ja que és el menys poderós, encara que també és la que al principi convenç a Valeria de fer alguna cosa horrible. És picarona i sexy, utilitzant els seus encants per atrapar a les seves víctimes. |
| Alexia     | Mar Saura       | Un dimoni de 400 anys, originalment un àngel. També té tendència a la luxúria, encara que si escau ho fa més per la necessitat que les seves víctimes vagin pel mal camí. Coneix del passat a Nathael, ja que aquest va ser el seu aprenent quan Alexia era un àngel. Tot indica que van tenir una relació amorosa, ja que encara s'acorda d'aquests dies i el seu amor per Nathael li incita a portar-ho al camí del mal. Es creu que té gelosia de Valeria. |
| Graziel    | Jorge Suquet    | Últim serf de Duna. Treballa guanyant-se la confiança de les seves víctimes perquè després desconfiïn dels altres, trencant els seus llaços d'amistat i tornant la gelosia contra ells. Es diverteix amb el sofriment i el dolor que causa. |
| Miranda    | Natzaret Aracil | L'exxicota de Damián, a qui el dimoni utilitza per posar gelosa a Valeria. És assassinada per un alumne, Teo, quan aquest és posseït per Satanàs i impulsat a matar en Damian. Valeria l'empeny per salvar-lo i la bala la mata a ella. |
| Rudy       | Robert Pinter   | Germà de Valeria, a qui donaven per desaparegut. En realitat estava empresonat a Bangkok per tràfic d'heroïna. Iris paga la fiança per aconseguir el seu alliberament, tractant de seduir-lo a cada moment. |

## Episodis i audiències
| Temporada | Temporada | Episodis | Estrena             | Final                | Audiència mitjana | Audiència mitjana | Audiència mitjana |
| Temporada | Temporada | Episodis | Estrena             | Final                | Espectadors       | Share             |                   |
| --------- | --------- | -------- | ------------------- | -------------------- | ----------------- | ----------------- | ----------------- |
| 1         | Primera   | 13       | 1 de febrer de 2011 | 10 de maig de 2011   | 2 282 000         | 12,1%             |                   |
| 2         | Segona    | 9        | 17 de maig de 2011  | 13 de juliol de 2011 | 1 325 000         | 9,5%              |                   |
| Total     | Total     | 22       | 2011                | 2011                 | 1 804 000         | 10,8%             |                   |

## Premis i nominacions (2 & 6)
- Nominació en els Premis Must! a la Millor sèrie nacional
- Nominació en els Premis Must! a la Millor actriu: Aura Garrido Sánchez|Aura Garrido
- Premi Must! a la Millor actriu: Carla Nieto
- Premio Punt Radio La Rioja a la Millor actriu de sèrie de ficció 2011: Mar Saura
- Nominació en els Premis Magazine Web 2011 a la Millor antagonista femenina de TV: Mar Saura
- Nominació en els Premis Magazine Web 2011 a la Millor antagonista femenina de TV: Carla Nieto
- Nominació en els Premis Magazine Web 2011 al Millor antagonista masculí de TV: Jorge Suquet
- Nominació en els Premis Magazine Web 2011 a la Millor banda sonora de sèrie: Víctor Reyes

## Adaptació de guió
La sèrie, originalment produïda per a la seva emissió a Espanya, va ser venuda després de concloure la seva etapa en Telecinco al juliol de 2011, a diverses operadores de televisió mundial. La productora espanyola Plural Entertainment, i el grup de comunicació, Mediaset Espanya Comunicació, en una operació tancada en el Mipcom de Cannes a l'octubre de 2011, van posar a la venda els drets d'emissió de les dues temporades d'aquesta ficció doblegades al francès Ange ou Démon a la companyia Groupe TF1, societat propietària de l'emissora de televisió TF1 i Eurosport, el canal esportiu europeu. Posteriorment a aquestes negociacions, els productors van vendre la sèrie a DirecTV, canal difós a través de satèl·lit per als Estats Units i Hispanoamèrica.
A l'abril de 2013, diversos portals de comunicació d'Espanya, van informar als seus lectors que Telecinco havia venut els drets d'emissió de la ficció per a la seva adaptació en la televisió russa CTC i en territoris de l'antiga Unió Soviètica. No obstant això, la producció de Ángel o Demonio va gestionar la seva adaptació per l'empresa Amedia el rodatge de la qual va començar al desembre de 2012, sota el nom Ангел или Демон, i la seva data de llançament va ser anunciada per a la primavera de 2013.
L'adaptació de guió de Ángel o demonio amb emissió en altres països, pot trobar-se adaptades en la seva llengua oficial de parla no espanyola a Rússia, Armènia, l'Azerbaidjan, Belarús, Estònia, Geòrgia, el Kazakhstan, Kirguizstan, Letònia, Lituània, Moldàvia, Tadjikistan, Turkmenistan, Ucraïna i l'Uzbekistan.